# نوکیا لومیا ۲۵۲۰

لوگوی خط تلفن های هوشمند نوکیا لومیا

نوکیا لومیا ۲۵۲۰ یک تبلت مجهز به سیستم عامل ویندوز آرتی ساخت شرکت نوکیا می‌باشد. این اولین و تنها تبلت نوکیا مبتنی بر ویندوز می‌باشد. دستگاه دارای یک پردازنده چهار هسته‌ای اسنپ‌دراگون ۸۰۰ تراشه با پشتیبانی از 4G LTE، همراه با صفحه نمایش ۱۰٫۱ اینچی می‌باشد.

## نقدها
نوکیا لومیا ۲۵۲۰ با نقدهای عمدتاً مثبت مواجه شد، طراحی و صفحه نمایش آن نیز نقدهای مثبتی دریافت کرده‌است.

## مشخصات
لومیا ۲۵۲۰ دارای یک پردازده چهار هسته‌ای، ۲٫۲ گیگاهرتز کوالکوم اسنپ‌دراگون ۸۰۰، رم ۲ گیگابایتی و همچنین حافظه داخلی ۳۲ گیگابایتی که می‌تواند تا ۱۲۸ گیگابایت ارتقاء یابد می‌باشد.
با داشتن صفحه نمایش ۱۰٫۱ اینچی و پشتیبانی از شبکه LTE تبلتی خوبی به نظر می‌رسد.

## انتشار
لومیا ۲۵۲۰ در دسامبر ۲۰۱۳ و به رنگ‌های فیروزه‌ای، قرمز، مشکی، سفید روانه بازار شد.